# Reáliskola

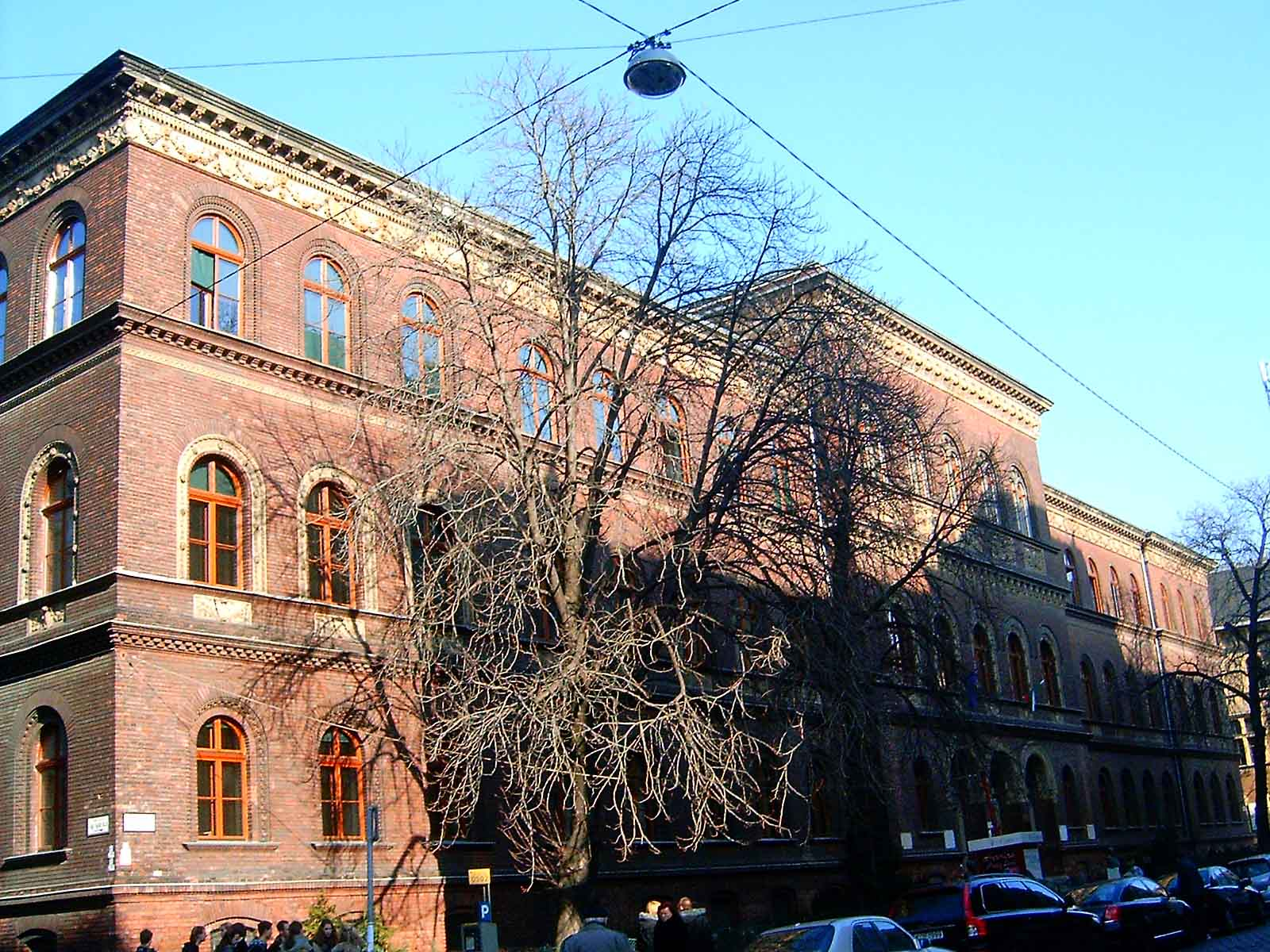
Az egykori budapesti Markó utcai reáliskola épülete

A reáliskola (más néven: reáltanoda) Magyarországon 1849 és 1934 között létezett középiskola-típus volt. A reáliskola – a párhuzamosan létező gimnáziumhoz hasonlóan – a tanulókat a felsőoktatásra készítette fel, ám a gimnáziummal (líceum) szemben, ahol a tananyag gerincét a latin–görög nyelv és irodalom, valamint a humán tárgyak elsajátítása alkotta, a reáliskola az élő nyelvek és irodalmak, valamint a matematika és a természettudományi tárgyak tanításával kívánta a tanulókat magasabb általános műveltséghez juttatni, egyben előkészíteni őket a felsőbb tanulmányokra.
A reáliskolák kezdetben hatosztályosak voltak, de egy 1875-ben bevezetett oktatási reformmal az osztályok számát nyolcra emelték, és az addig opcionális érettségi vizsga helyett bevezették a kötelező reáliskolai érettségi vizsgát, amelyet azonban a gimnáziumi érettséginél kisebb értékűnek tekintettek.

## Története
A reálműveltség (a latin res = "dolog, tárgy" szóból eredeztetve) gyökerei már a kora középkorban fellelhetők: Walahfrid von der Reichenau bencés apát írta Hortulus című költeményében, hogyan növelhető a tapasztalat saját kezű munkával ("propris palmis").
A valódi oktatás további korai megközelítései Erasmus von Rotterdam (1469-1536), Georgius Agricola (1494-1555), Thomas Morus (1478-1535) és Juan Luis Vives (1492-1540) humanistáknál találhatók, akik a "nyelvismeret" mellett a "szakmai ismeretek"nek is helyet adtak.
A nemesség nem látta szükségesnek megvalósítani nevelési és oktatási céljait a latin iskolákban, inkább a státusuknak megfelelő lovagi akadémiákat alakított ki.
Ezzel párhuzamosan az egyes pedagógusok igyekeztek a valódi nevelésre. Wolfgang Ratke (Ratichius) (1571-1635) ) instrukcióban követelte az anyanyelv bevezetését és a latin helyettesítését.
Johann Amos Comenius (1592-1670) erre építette azt az igényt, hogy a szöveget csak a geometriát, gyorsírást és biológiát tanított dolgokkal kapcsolatban tanítsák.
Johannes Raue (1610-1679) triviális iskolájában már reáliákat tanítottak olyan tárgyakból, mint a geometria, a gyorsírás és a biológia. 
Johann Joachim Becher (1635–1682) ideálja  a szakképzett mesterember, a hasznos tudós volt.
A 18. században a polgárság igénye a reáliskolák iránt megerősödött. A korábbi iskolákat a felvilágosodás korában megkérdőjelezték, kezdetben a valódi tartalom oktatása még az egyes pedagógusok feladata volt. A pietista August Hermann Francke (1663–1727) módszeresen is befolyásolta a realizmust. A gyakorlati oktatás elsősorban Francke intézményeinek fenntartását célozta meg Halleban. 1698-ban Francke Halléban megalapította a róla elnevezett Franckesche Stiftungen nevű szociális intézményt, amely ma is létezik.
Christoph Semler hallei lelkész (1669-1740) 1707-ben alapította meg a matematikai és mechanikai reáliskolát azzal az ötlettel, hogy szemléltesse azokat a leckéket és tanítási technikákat, amelyek szükségesnek tűntek a későbbi élethez és munkához. Egy kudarc után újra megalapította. A második próbálkozás két évvel később Semler halálával ért véget.Semler iskolája volt az első, amely a „Realschule” nevet viselte, de fennállása alatt csak a „német iskola” kiegészítő iskolája maradt.
A reformorientált pietista teológus, Johann Julius Hecker (1707-1768) tantárgyi osztályrendszert dolgozott ki berlini gazdasági-matematikai középiskolájában 1747-től, amely a Johann Gottfried Groß által készített tananyag differenciált elosztásán alapult, a tanulók pályafutásától függően. Heckert az eredeti gyakorlatorientált reáliskola alapítójának tekintik, amelyhez iskolakertet alakított ki és amelyhez 1748-ban az első porosz tanári szemináriumot csatolta.
Wilhelm von Humboldt oktatási reformja a reáliskolák ellen irányult, de Poroszországban már 1832-ben elismerték a reáliskolai végzettséget középiskolai jogosultságként. Mindenekelőtt a végzettség három év kötelező szolgálat helyett egy év önkéntes katonai szolgálatra jogosít. Ezért a középfokú bizonyítványt egyévesnek is nevezték. Ez az iskolaforma törvényileg a gimnázium és az általános iskola közé került. A kevés létesítmény azonban nem tudta kielégíteni a középosztály oktatási igényeit. Így új polgári iskolákat hoztak létre, emellett  a felső polgári iskolákban latin tantárgyat is oktattak. 1859-ben ebből fejlődött ki a felsőoktatási rendszer részét képező 1. osztályú reáliskola (amelyből 1882-ben kinőtt a reálgimnázium). A polgári iskola 2. osztályú, latinoktatás nélküli reáliskola lett, amely középiskola maradt. A felsőreáliskola szintén latinoktatás nélkül a felsőbb iskolák közé tartozott és az 1870-es években került ki a kereskedelmi iskolákból. Mindkét új iskolatípus érettségi vizsgája (később érettségi) 1900-ban egyenrangúvá vált a humán gimnáziumok vizsgájával.  
A mai reáliskolához azonban más volt az út: 1872-ben a középiskolák (felső leány- és fiúiskolák, városi iskolák, közösségi iskolák és rektori iskolák) keverékéből kinőtt egy önálló középiskola. Három átszervezést élt át Poroszországban és 1945 után újra felállították, mint külön iskolatípust a reáliskolákat. A szövetségi tartományoktól függően a középiskolákat előbb-utóbb Realschule névre keresztelték át, mert a szülők a "középiskola" elnevezést lekicsinylőnek érezték.
Az 1849-ben kiadott „Entwurf" („Tervezet”) hatályát később Magyarországra is kiterjesztették.

### Németország
A Realschule – amely részben középiskolaként is működött 1965-ig – egy általános középiskola a strukturált iskolarendszer keretein belül. Ez középiskolai bizonyítvánnyal (reáliskolai minősítés/szakközépiskolai érettségi) fejeződik be. A Szövetségi Statisztikai Hivatal szerint a 2005/2006-os tanévben 2976 reáliskola volt (0,9 százalékkal kevesebb, mint az előző tanévben) 1,32 millió tanulóval (–2 százalék az előző tanévhez képest).

#### Oktatási feladat és általános szervezet
Az Oktatási Miniszterek Konferenciája (KMK) 1964. évi hamburgi megállapodásában foglaltak szerint a reáliskola oktatásának célja a kiterjesztett alapképzés átadása. Sikeres elvégzése esetén ez feljogosít szakképzési tanfolyamok felvételére, középső közalkalmazotti pályára lépni vagy felsőfokú szakközépiskolába, műszaki főiskolára vagy gimnázium felső tagozatára járni. Ennek megfelelően az órák gyakorlatorientáltak, de a tudományos orientáció feláldozása nélkül. Nagy területet foglal el a pályaválasztásra való felkészítés témaköre.
A tanulóknak 7. osztálytól lehetőségük van az úgynevezett kötelezően választható órák keretében választani a különböző tantárgyi profilok között. A profilok természettudományi és technológiai vagy közgazdasági vagy társadalomismereti alapfokú végzettséget kínálnak, illetve lehetővé teszik egy második idegen nyelv tanulását. Az, hogy milyen irányokat vagy lehetőségeket kínálnak, az adott szövetségi államtól és esetleg magától az iskolától is függ.
A képesítések összehasonlíthatóságának követelményének figyelembevétele érdekében számos szövetségi állam ír elő érettségi vizsgát az Oktatási Miniszterek Konferenciájának oktatási normái alapján, ami azonban egyes szövetségi államokban nem várható a gimnáziumok 10. osztályának végén.
A középfokú végzettség egyharmadát a szakképzési rendszerben szerzik meg. Jelenleg itt nincsenek oktatási szabványok.

### Magyarországon
Magyarországon a 19. század második felében keletkeztek hatosztályos reáliskolák. Magyarországon az 1849-ben kibocsátott, a középiskolák rendjét újjászervező osztrák tanügyi szabályzat honosította meg (az osztrákoknál és a poroszoknál már 18. századi előzményei voltak). A reáliskolák szervezetileg és tantervileg is rugalmasan igazodtak a helyi adottságokhoz, ugyanitt 1850-1875 között két-, három-, esetleg négyosztályos alreáliskolák vagy hatosztályos főreáliskolák jöttek létre. Az utóbbiak 3-3 osztályos alreál- és főreáltagozatokból jöttek létre. A reáliskolák alapvetően ipari és kereskedelmi foglalkozásokra való előkészítést, a főreáliskolák pedig döntően a felsőfokú technikai-műszaki tanulmányok folytatására való felkészítést nyújtották. Tantervükben ezért a gimnáziumtól eltérően főleg természettudományos és gyakorlati tárgyakat helyeztek előtérbe, bár a főreáliskola a klasszikus nyelvek kivételével humanisztikus műveltséget is adott. A tanítás nyelve 1860-ig főleg a német, azt követően pedig magyar volt. A főreáliskola 1875-ig nem adott érettségit, hanem csak záróvizsgával fejezték be tanulmányaikat a tanulók.  
1875-ben az osztályok számát nyolcra emelték, de csupán négy osztállyal rendelkező, ú. n. alreáliskolák is voltak. A reáliskola egyben érettségit adó középiskolává is vált. Ezek a gimnáziumok mellett a középiskolák másik fő típusát képezték.
Az 1924:11 tc.-ig azonban még lehetőség nyílott továbbra is ún. nem teljes reáliskolák alapítására. Bár 1875-től kezdve a főreáliskola hivatalos elnevezésként nem szerepelt, a mindennapi szóhasználat a nyolcosztályos reáliskolát továbbra is főreálnak nevezte.
Az első reáliskola hazánkban Pozsonyban nyílt meg, és az 1913-1914-es tanévben 34 reáliskola működött (ebből 27 volt nyolcosztályos és 7 nem teljes), tanulóiknak száma pedig meghaladta a 12 000 főt.
A magyar országgyűlés az 1934. évi XI. törvénycikkben megalkotta a  középiskolai reformot, amely a magyar középiskolákban addig érvényben volt háromféle (azaz reáliskolai, gimnáziumi és reálgimnáziumi) tanterv helyébe 1935-től minden középiskolában új, egységes tantervet rendelt. E törvénycikk értelmében a reáliskolák Magyarországon megszűntek, illetve fokozatosan gimnáziumokká alakultak át.
Egykori reáliskolák válogatásszerűen
- Eötvös József Gimnázium (Budapest)
- Toldy Ferenc Gimnázium, az egykori Budai Főreáltanoda
- Józsefvárosi Reálgimnázium (ma Vörösmarty Mihály Gimnázium) (Budapest)
- Markó utcai Főreál Gimnázium (ma Xántus János Két Tanítási Nyelvű Gimnázium) (Budapest)
- Szent Imre Gimnázium (Esztergom) (jogutódja a Szent István Gimnázium) (Esztergom)

## Fordítás
- Ez a szócikk részben vagy egészben  a   Realschule című német Wikipédia-szócikk ezen változatának fordításán alapul.  Az eredeti cikk szerkesztőit annak laptörténete sorolja fel. Ez a jelzés csupán a megfogalmazás eredetét és a szerzői jogokat jelzi, nem szolgál a cikkben szereplő információk forrásmegjelöléseként.